# حصار تسينغتاو

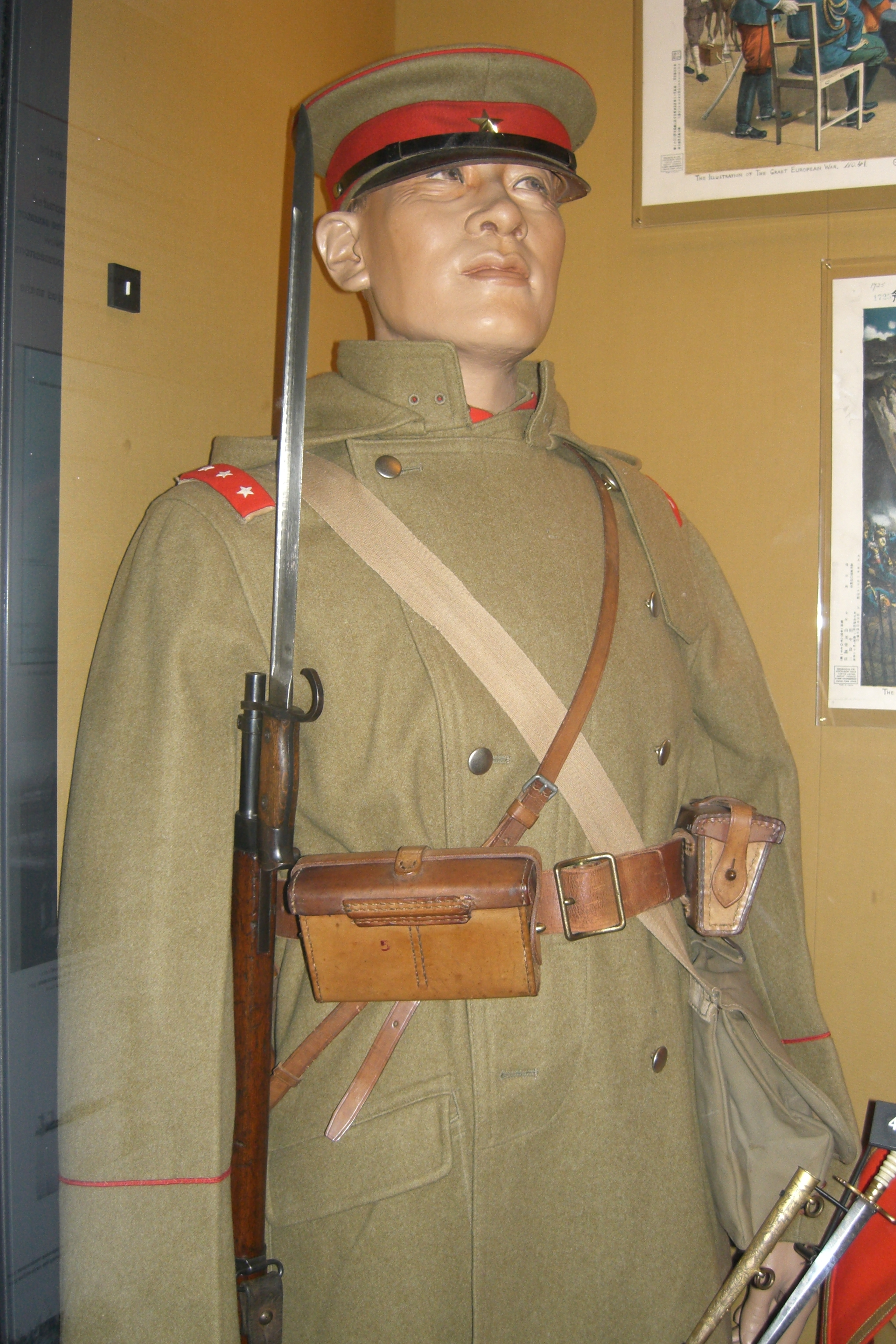
الزي العسكري للجيش الياباني فترة الحرب العالمية الأولى

حصار تسينغتاو (بالألمانية: Belagerung von Tsingtau) هو حصار فرضته القوات اليابانية والبريطانية على ميناء تسينغتاو الألماني الواقع في شرق الصين ما بين 31 أكتوبر و7 نوفمبر 1914 خلال الحرب العالمية الأولى. انتهى الحصار باستسلام الحامية الألماني.

## وصلات خارجية
- Colin Denis (cdenis@goldengate.net), Tsingtao Campaign
- German Colonial Uniforms
- The protected cruiser SMS Kaiserin Elisabeth in defence of Tsingtao, in the Year of 1914